# Ічеренкьой (станція метро)
40°58′44″ пн. ш. 29°07′34″ сх. д. / 40.979027305423° пн. ш. 29.126214796134° сх. д.
Ічеренкьой (тур. İçerenköy) — проміжна метростанція на лінії М8 Стамбульського метро.  
Станція розташована у мікрорайоні Кючюкбаккалкьой, Аташехір, Стамбул, Туреччина.
Станцію було відкрито 6 січня 2023

Конструкція: пілонна станція з укороченим центральним залом (глибина закладення — 35 м) типу горизонтальний ліфт
Пересадки
- Автобуси: 10A, 11T, 13AB, 14A, 14AK, 14CE, 14S, 14T, 14ÇK, 14KS, 18UK, 19, 19D, 19ES, 19FS, 19K, 19S, 19SB, 19T, 19V, 19Y, 319, 320A, 320Y, 133F, KM46;
- Маршрутки: 
  - Кадикьой - Ферхатпаша,
  - Бостанджи - Дудуллу,
  - Бостанджи - Кайишдаги - Дудуллу,
  - Бостанджи - Тавукчу-Йолу - Дудуллу,
  - Бостанджи - Ферхатпаша - Дудуллу,
  - Кадикьой - Кючюкбаккалкьой - Аташехір

| Попередня станція            | Лінія | Лінія                           | Лінія | Наступна станція      |
| ---------------------------- | ----- | ------------------------------- | ----- | --------------------- |
| Кючюкбаккалкьой до Бостанджи |       | M8 (Стамбульський метрополітен) |       | Каїшдаги до Парселлер |